# ون هورن (آیووا)
ون هورن (به انگلیسی: Van Horne) شهری در ایالت آیووا کشور ایالات متحده آمریکا است که جمعیت آن در سرشماری سال ۲۰۱۰ میلادی، ۶۸۲ نفر بوده‌است.